# Страдетское
Страдетское (бел. Страдзецкае) — озеро в Брестском районе Брестской области Белоруссии. Располагается в 22 км к югу от Бреста, в 1 км к северу от агрогородка Медно. Входит в состав Брестской группы озёр.
Озеро находится в водосборе реки Спановка. Площадь озера составляет 0,14 км². Наибольшая глубина — 6,6 м. Длина озера — 0,6 км. Максимальная ширина озера — 0,33 км. Длина береговой линии озера составляет 1,5 км, площадь водосбора — 8,57 км². Объём воды в озере — 0,42 млн м³.
Лощина суфазионно-карстового типа, вытянуто с северо-востока на юго-запад. Берега котловины озера высокие, изредка поросшие кустарником. Малаводье песковатое. В малаводье обитают редкие заросли камыша.
Страдетское на юге связано каналом с Меднянским озером.